# Senarba
Senarba is een geslacht van hooiwagens uit de familie Assamiidae.
De wetenschappelijke naam Senarba is voor het eerst geldig gepubliceerd door Roewer in 1927. 

## Soorten
Senarba omvat de volgende 2 soorten:
- Senarba acanthicoxa
- Senarba rudicoxa